# 성산사와 진영
성산사와 진영(星山祠와 眞影)은 대한민국 전라남도 고흥군 풍양면 한동리에 있다. 2019년 7월 23일 고흥군의 향토문화재 제3호로 지정되었다.

## 개요
성산사는 1824년(순조 24)~1826년 사이에 건립된 성산영당에서 그 단초가 열린 사우로 성산이씨(星山李氏) 명현선조인 경산부원군(京山府院君) 이장경(李長庚, 고려)외 6位를 배향하고 있다. 근래까지 정명원(鄭名遠, 1558~1593)도 함께 배향되어 있었으나 최근에는 성산이씨 만을 배향하고 있다.
성산이씨가 풍양 한동에 입향한 것은 임진왜란 이전으로 입향조는 이옥립(李玉立, 1541~1592)이다. 이옥립은 문경공(文景公) 직(稷)의 후예로 전주판관을 지낸 후 충북에서 고흥으로 이거하였다. 임진왜란 발발하자 이옥립은 창의하여 많은 공을 세우고 순절하여 충경이라는 시호를 받았다. 성산사 건립은 옥립의 후손인 이정윤(李廷允, 1754~?)이 경북 성주의 안산서원(安山書院)에서 이장경 등 6위의 영정을 가져 온데서 비롯된다. 건립을 주장한 사람은 후손인 이정윤, 이상영과 향교유생 신견록, 송두환 등 이었다. 그러나 건립연대에 대해서는 확실히 알 수 없다. 현재 확인 할 수 있는 기록은 1824~1826년 당시 군수로 부임한 조경진에게 영당의 기문을 부탁하여 남겨진 <성산영당기(星山影堂記)>(1826년)이다.
성산사 내부에 진영이 모셔져 있다. 처음에 7위가 모셔졌다. 현재 3위는 도난당하여 없어지고 4위만 남아 전하고 있다. 진영은 모두 여말선초에 활동한 인물이다. 이 진영의 가장 큰 특징은 그림의 오른쪽 상단에 해당인물의 관직과 이름, 그리고 이모한 시기를 모두 기록해둔 점이다. 따라서 진영의 주인공이 누구이고, 몇 번째 이모본이며, 또한 최종 이모본이 제작된 시기에 대한 기초정보를 제공한다. 이모본이지만 모두 제작시기가 파악되는 기년작인 셈이다.
특히, 1746년의 <이조년상>의 의자에는 표범 가죽을 걸쳤는데, 표범 가죽의 머리가 답대(踏臺)의 중앙에 놓인 것은 18세기 사대부상에서 볼 수 있는 한 특징이다.

## 지정 사유
성산사는 1764년에 창건되어 건축적 의미도 있지만, 성산사 내부에 보관된 진영(이모본) 4점의 가치가 크다, 향토문화재 지정 후 추가 조사가 필요한 중요한 유산으로 판단된다.